# Nguyễn Đình Phúc
Nguyễn Đình Phúc (20 tháng 8 năm 1919 – 28 tháng 5 năm 2001) là một nhạc sĩ, họa sĩ và nhà thơ Việt Nam. Nguyễn Đình Phúc là nhạc sĩ thuộc thế hệ đầu tiên hoạt động nghệ thuật từ trước Cách mạng tháng Tám. Ông có những sáng tác tiêu biểu cho âm nhạc như "Cô lái đò", "Bình Ca", "Tiếng đàn bầu" và còn là người đảm nhiệm phần âm nhạc cho bộ phim truyện Việt Nam Dân chủ Cộng hòa đầu tiên "Chung một dòng sông".
Nguyễn Đình Phúc xuất thân từ gia đình bình dân với người cha là giáo viên còn mẹ là tiểu thương. Từ nhỏ, ông tỏ ra say mê âm nhạc và hội họa nên đã học đàn cello. Nguyễn Đình Phúc còn là sinh viên dự bị của Trường Mỹ thuật Đông Dương khóa 1941 – 1942. Khởi đầu sự nghiệp, ông biểu diễn cello cho một gánh xiếc lưu động. Trong thời kì tân nhạc Việt Nam dần hình thành, ông là một nghệ sĩ độc lập. Thời gian này, Nguyễn Đình Phúc đã có sáng tác đầu tay là bài "Lệ thu", nhưng từ bài "Cô lái đò" phổ thơ Nguyễn Bính mới giúp ông có một vị trí trong dòng nhạc lãng mạn Việt Nam trước Cách mạng Tháng Tám. Ông còn là người sáng tác nhạc cho phim truyện đầu tiên của Việt Nam, cũng là người đầu tiên thực hiện cuộc điền dã nghiên cứu quan họ sớm nhất.
Không chỉ được đánh giá là một trong những người mở đường cho tân nhạc Việt Nam, Nguyễn Đình Phúc còn là nhà thơ, họa sĩ để lại nhiều tác phẩm ấn tượng. Ông được trao Giải thưởng Nhà nước về Văn học nghệ thuật năm 2001.

## Cuộc đời và sự nghiệp

### Thân thế
Nguyễn Đình Phúc sinh ngày 20 tháng 8 năm 1919 tại huyện Thanh Oai, tỉnh Hà Đông, ông được đào tạo và xây dựng sự nghiệp chủ yếu tại Hà Nội. Nguyễn Đình Phúc xuất thân từ gia đình bình dân với người cha là giáo viên trường tiểu học ở tỉnh lẻ, còn mẹ là tiểu thương bán cá ở chợ Đồng Xuân. Nguyễn Đình Phúc học trường tiểu học Hàng Vôi. Từ nhỏ, ông tỏ ra say mê âm nhạc và hội họa nên đã học đàn cello với nghệ sĩ người Nga Sibirev trong ban nhạc Milewitch thường biểu diễn ở một khách sạn trên phố Tràng Tiền. Nguyễn Đình Phúc còn là sinh viên dự bị của Trường Mỹ thuật Đông Dương khóa 1941 – 1942 cùng với Bùi Xuân Phái, Nguyễn Sáng, Dương Bích Liên.

### Khởi đầu sự nghiệp
Khởi đầu sự nghiệp, Nguyễn Đình Phúc biểu diễn cello cho một gánh xiếc lưu động. Tại gánh xiếc này, ông kéo đàn cho các tiết mục tạp kỹ. Ở tuổi 20, Nguyễn Đình Phúc học vĩ cầm với Phạm Đăng Hinh, đồng thời theo học dương cầm với nhạc sĩ người Nga lưu vong Sibirev. Trong thời kì tân nhạc Việt Nam dần hình thành, ông là một nghệ sĩ độc lập. Ông cũng áp dụng vốn tiếng Pháp để tự học về nhạc lý phương Tây. Năm 1942, ông gia nhập nhóm nhạc ABC biểu diễn hàng đêm ở quán Tuyết Sơn trên phố Hàng Bông và thỉnh thoảng biểu diễn giúp đỡ các tổ chức từ thiện ở các thành phố lớn khác như Huế, Đà Lạt, Sài Gòn. Trong thời gian này, ông gặp nhạc sĩ Tạ Phước và theo học sáng tác trong một thời gian. Nguyễn Đình Phúc còn kết bạn với nhạc sĩ Phạm Duy và một số người khác. Niềm hứng khởi sáng tác của ông được hình thành. Một ngày tình cờ ông đã cùng Phạm Duy đi dạo trên hồ Gươm với lời hứa hẹn sẽ cùng phổ nhạc cho thơ của Nguyễn Bính. Nguyễn Đình Phúc chọn bài "Cô lái đò", còn Phạm Duy phổ nhạc cho bài "Cô hái mơ". Cả hai đi ngược chiều nhau rồi hẹn sau một vòng hồ là sáng tác xong bài hát. Ông đã sáng tác được bài hát "Cô lái đò" với 2000 bước chân, còn bài "Cô hái mơ" trở thành sáng tác đầu tay của Phạm Duy. Ngay lập tức ca sĩ Ngọc Bảo đã biểu diễn và bài hát "Cô lái đò" và đã gây được ấn tượng với công chúng. Thời gian này, Nguyễn Đình Phúc đã có sáng tác đầu tay là bài "Lệ thu", nhưng từ bài "Cô lái đò" phổ nhạc từ thơ Nguyễn Bính mới tạo cho ông một vị trí trong dòng nhạc lãng mạn Việt Nam trước Cách mạng Tháng Tám. Tác phẩm này được xem là bài hát thành công hiếm hoi của sự kết hợp giữa phong cách tân nhạc và cổ nhạc Việt Nam trước năm 1945.
Do có hành động phản ứng lại việc học sinh phương Tây miệt thị học sinh Việt Nam nên Nguyễn Đình Phúc bị đuổi học khỏi Trường Cao đẳng Mỹ thuật Đông Dương. Tuy vậy năm 1943, với bút danh Du tử, ông đã giành giải nhất tại triển lãm tranh "Duy nhất" ở Hà Nội với bức tranh sơn dầu "Chú bé thổi sáo". Với 500 đồng bạc Đông Dương tiền thưởng cùng tấm vé xe lửa để vào miền Nam, Nguyễn Đình Phúc đã mang đàn cello và giá vẽ để rong ruổi biểu diễn nhiều nơi khắp cả nước. Nhưng lâu dần ông vẫn không thể tự nuôi sống bản thân bằng nghề vẽ tranh, chơi đàn. Năm 1944, khi nghe tin cha mất, Nguyễn Đình Phúc còn không đủ tiền mua vé về miền Bắc chịu tang. Trong nỗi cô đơn và xót thương tại Đà Lạt, ông sáng tác "Lời du tử" để tưởng nhớ tới cha mình. Đây cũng là bài hát cuối cùng mà ông viết trong thời kì âm nhạc lãng mạn trước Cách mạng Tháng Tám.

### Tham gia Cách mạng và hoạt động nghệ thuật
Khi Cách mạng Tháng Tám bùng nổ tại nhiều nơi, Nguyễn Đình Phúc bị cuốn hút và bắt đầu tham gia các hoạt động Cách mạng. Ông được giao nhiệm vụ làm đạo diễn vở kịch "Nợ nước" để lấy tiền xung quỹ cứu đói ở miền Bắc. Ông còn đi diễn thuyết, tuyên truyền xung phong, tổ chức văn nghệ khắp vùng Lang Biang đến tận Phan Rang. Với đề tài Cách mạng, ông có sáng tác khởi đầu là "Một, hai". Bài hát được phổ biến tới mức sau khi thực dân Pháp chiếm Đà Lạt đã phải sai cấp dưới đi lùng bắt tác giả, nhưng khi đó Nguyễn Đình Phúc đang là đại biểu khu vực đi dự Đại hội Văn hóa toàn quốc lần thứ nhất tại Hà Nội. Trong 9 năm Chiến tranh Đông Dương từ 1945 đến 1954, Nguyễn Đình Phúc đã mang đàn cello biểu diễn tại nhiều mặt trận chiến trường quan trọng với tư cách là Trưởng đoàn Ca nhạc tuyên truyền Trung ương của Cục Tuyên huấn. Năm 1946, tại Triển lãm Mỹ thuật Toàn quốc đầu tiên của Việt Nam Dân chủ Cộng hòa, bức "Trong và sáng" của ông đã đạt giải thưởng và được Nhà nước Việt Nam mua lại. Trong ban lãnh đạo Văn công Liên khu Việt Bắc, bên cạnh với công việc quản lý, Nguyễn Đình Phúc còn sáng tác một số bài ca như "Quân Tiên phong", "Sau cơn mưa trời lại nắng", đặc biệt là hai ca khúc nổi tiếng về chiến dịch sông Lô là "Chiến sĩ sông Lô" và "Bình Ca". "Bình Ca" là một trong những bản trường ca có tầm cỡ lớn đầu tiên ở Việt Nam.
Nguyễn Đình Phúc còn có công trình nghiên cứu "Để góp phần vào vấn đề nghiên cứu quan họ" viết trong 13 năm từ 1949 đến 1962 và còn được Hội nhạc sĩ Việt Nam trao tặng giải thưởng, qua đó ông là người tiên phong trong công việc nghiên cứu dân ca quan họ Bắc Ninh. Một nhà nghiên cứu văn hóa cho rằng đây được xem là cuộc điền dã sớm nhất nghiên cứu quan họ. Trong chiến tranh Việt Nam, Nguyễn Đình Phúc tiếp tục tham gia tích cực hơn trong công việc sáng tác nhiều lĩnh vực khác nhau của nghệ thuật. Kể từ năm 1955, Nguyễn Đình Phúc được cử thành lập Ban âm nhạc điện ảnh. Qua đó, ông là nhạc sĩ viết nhạc cho điện ảnh đầu tiên của Việt Nam Dân chủ Cộng hòa từ các phim tư liệu đến phim truyện.
Đồi Cọ thuộc chợ Chu (Thái Nguyên) là trụ sở đầu tiên của nền điện ảnh Việt Nam, cũng là nơi bắt đầu sự nghiệp âm nhạc cho điện ảnh của Nguyễn Đình Phúc. Tại nơi đây, đạo diễn Phạm Văn Khoa đã nghĩ tới phần nhạc để thực hiện một bộ phim nên đã đi mời các văn nghệ sĩ về với điện ảnh. Trong giới nhạc ngoài Nguyễn Đình Phúc còn có nhạc sĩ Văn Cao, Phạm Văn Chừng. Những năm tháng sống ở chiến khu Việt Bắc, Nguyễn Đình Phúc đã soạn nhạc cho bộ phim tài liệu đầu tay "Giữ làng giữ nước". Từ kinh nghiệm đó, ông đã viết nhạc cho phim truyện đầu tiên của Việt Nam Dân chủ Cộng hòa "Chung một dòng sông". Sau đó, một số bộ phim khác cũng được ông sáng tác nhạc là "Lửa trung tuyến", "Nước về Bắc Hưng Hải", phim hoạt hình cho Lào "Nàng Ngà". Trong thời gian này, ông vẫn sáng tác ca khúc một cách đều đặn, trong đó có "Nhớ anh giải phóng quân", "Gửi anh đi đầu quân", "Những bông hoa Cheng-rét", "Tiếng đàn bầu".., với bút danh Nguyễn Thơ. Trong đó, đáng chú ý là ca khúc "Gửi anh đi đầu quân" giành được giải thưởng Nguyễn Đình Chiểu năm 1984. Năm 1966, nhạc sĩ còn cho ra mắt một ca khúc có nội dung ca ngợi lực lượng trồng cây với bài "Bô lão chúng ta còn dẻo dai".

### Những năm sau này
Sau khi Việt Nam giành được độc lập, Nguyễn Đình Phúc được cử sang thực tập chuyên ngành sáng tác tại Nhạc viện Quốc gia Sofia tại Bulgaria. Từ đây, ông đã dành nhiều tâm sức và thời gian cho sáng tác nhạc đàn ở các thể loại khác nhau như thính phòng, sonata, tổ khúc giao hưởng, giao hưởng và cả concerto cho vĩ cầm. Ông còn làm công việc chuyên gia văn hóa cho Lào và Campuchia. Những năm tháng sống tại hai đất nước này, ngoài việc làm cố vấn về nghệ thuật, ông còn xuất bản những công trình nghiên cứu của Việt Nam về nền văn hóa hai nước nói trên như cuốn "Xuphaxit – Lời nói giao duyên Lào", "Truyền thống Campuchia", "Sổ tay âm nhạc".  Năm 80 tuổi, ông và bạn bè phát hành tập thơ "Lá hát". Trước đó, ông cũng được trung tâm Văn hóa Pháp ở Hà Nội đứng ra tổ chức triển lãm Chân dung văn nghệ sĩ Việt Nam.
Bên cạnh đó, nhiều tác phẩm hội họa của ông cũng được ghi lại trong suốt cuộc đời hoạt động nghệ thuật ở nhiều thể loại khác nhau. Những tác phẩm mà ông vẽ được trưng bày ở nhiều triển lãm trong và ngoài Việt Nam, trong đó có nhiều bức tranh được xuất bản và đạt giải thưởng cao. Đáng chú ý là tuyển tập 100 chân dung các văn nghệ sĩ hoạt động trong các ngành nghệ thuật khác nhau do ông vẽ được xuất bản năm 1980. Năm 1988, Nguyễn Đình Phúc ra mắt công chúng tập thơ "Lá hát" gồm 83 bài thơ của bản thân ghi lại những suy tư trong cả cuộc đời nghệ thuật.

### Qua đời
Những năm cuối đời, Nguyễn Đình Phúc bị ốm nặng. Sau khi bị ốm nặng, ông còn hoàn thành một tập thơ mang tên "Thơ tình không gửi" gồm 30 bài thơ là 30 mối tình ngang trái tổng kết lại toàn bộ cuộc đời. Bức chân dung Nguyễn Phan Chánh là bức chân dung cuối cùng của Nguyễn Đình Phúc, ông hoàn thành 2 ngày trước khi qua đời. Nguyễn Đình Phúc qua đời ngày 28 tháng 5 năm 2001 ở tuổi 81. Ông được trao Giải thưởng Nhà nước về Văn học nghệ thuật cùng năm 2001.

## Đời tư
Vợ ông là Trần Thị Bảo người Hà Nội, kém ông 5 tuổi. Trước khi kết hôn vào ngày 19 tháng 8 năm 1949, mối tình của hai người gặp nhiều cản trở và khó khăn. Gia đình nhà bà Trần Thị Bảo có ý định ngăn cản, lí do được cho là không tương xứng với hoàn cảnh xuất thân. Trong đám cưới, nhà viết kịch Nguyễn Huy Tưởng và nhạc sĩ Nguyễn Đình Thi đã làm chủ hôn cho họ.
Những năm cuối đời, Nguyễn Đình Phúc và vợ thường sống trong cảnh khốn khó, thậm chí có lúc tất cả số tài sản của bà Bảo chỉ đủ tiền mua một bát phở. Tuy vậy, hai người được đánh giá là sống hòa thuận, không một lần cãi vã. Họ có tất cả 5 người con, trong đó một người con trai là hoạ sĩ Nguyễn Xuân Tiệp. Nguyễn Đình Phúc sống ở phố Hàng Buồm và có lúc ở phố Cầu Gỗ, tuy vậy báo Công an nhân dân cho rằng ông sống trong khu tập thể Văn nghệ sĩ ở Kim Mã, Ba Đình.
Nguyễn Đình Phúc từng là học trò của đại tướng Võ Nguyên Giáp. Ngày 24 tháng 6 năm 1989, Võ Nguyên Giáp cùng phu nhân Đặng Bích Hà và trợ lý đến nhà Nguyễn Đình Phúc mà không báo trước, không dẹp đường, không có hộ tống. Trong cuộc gặp gỡ hôm ấy, sau khi xem bộ sưu tập của ông, đặc biệt là chứng kiến gia cảnh nghèo khó, Võ Nguyên Giáp đã ghi dòng lưu bút tặng người học trò ngay phía sau bức họa chân dung mà Nguyễn Đình Phúc vẽ về ông.

## Đánh giá về âm nhạc
Nguyễn Đình Phúc được xem là một trong những người mở đường cho tân nhạc Việt Nam. Ông là thành viên sáng lập Hội Nhạc sĩ Việt Nam, đồng thời cũng là một nhà thơ, họa sĩ sở hữu nhiều tác phẩm ấn tượng. Theo nhạc sĩ Nguyễn Thị Nhung, âm nhạc của Nguyễn Đình Phúc thường mang nhiều tính âm hưởng của âm nhạc dân tộc Việt Nam, đi kèm với nhiều suy tư sâu sắc của bản thân.
Theo báo điện tử VOV liệt kê, Nguyễn Đình Phúc đã để lại tất cả 120 ca khúc, 2 vở ca kịch, 4 bản giao hưởng, 2 concertino, 2 trio cùng rất nhiều tiểu phẩm và bản nhạc khác viết cho nhạc cụ phương Tây, nhạc cụ dân tộc, viết cho phim, vở diễn sân khấu. Ngay từ năm 1938, Nguyễn Đình Phúc đã thực hiện cuộc điền dã đầu tiên ở các làng quan họ, đồng thời ông còn sưu tầm những giai thoại và câu chuyện truyền miệng, ghi chép một cách cẩn thận lời ca, nghiên cứu các làn điệu, nghi thức sinh hoạt quan họ truyền thống. Ông cũng là người đầu tiên dùng hệ thống ký âm 5 dòng kẻ để hiển thị giai điệu dân ca, phân tích âm điệu cổ truyền Việt Nam bằng phương pháp nghiên cứu của phương Tây.

### Sáng tác thanh nhạc
Sáng tác cho thanh nhạc của Nguyễn Đình Phúc chủ yếu là ca khúc. Ở mỗi thời kỳ khác nhau trong lịch sử phát triển âm nhạc Việt Nam thế kỷ 20, ông đều có những sáng tác tiêu biểu. Nguyễn Đình Phúc là một trong những tác giả sớm nhất có những sáng tác đầu tiên mà nền âm nhạc mới cách mạng Việt Nam giao thoa với âm nhạc phương Tây, đặc biệt là âm nhạc Pháp. Những sáng tác cho thanh nhạc của Nguyễn Đình Phúc còn được giới thiệu trong tuyển tập "Tuyển chọn ca khúc Nguyễn Đình Phúc" kèm theo băng cassette do Hội Nhạc sĩ Việt Nam và Nhà xuất bản Âm nhạc ấn hành, và hầu hết được nhận định là "những dấu ấn đậm" trong lịch sử âm nhạc Việt Nam thế kỷ 20.
"Cô lái đò" của Nguyễn Đình Phúc được phổ nhạc từ bài thơ cùng tên của Nguyễn Bính. Bài hát này được xem là "bước khởi đầu thành công" của sự kết hợp vận dụng chất liệu, hình thức âm nhạc dân gian với thủ pháp âm nhạc phương Tây và nền tân nhạc Việt Nam. Tuy là sáng tác đầu tay nhưng lối sáng tác lại được đánh giá là "khá già dặn". Ông gần như trung thành với nguyên tác. Từ khi ra đời, một tờ báo cho biết "Tiếng đàn bầu" đã khẳng định sức sống trong đời sống tinh thần của công chúng. Tác phẩm nhận được sự yêu mến của nhiều người, song một số khán giả khác đã không đồng tình với lời bài hát khi Nguyễn Đình Phúc viết rằng "Thúy Kiều khóc thân mình vì lòng yêu nước", trên thực tế nhân vật này chỉ khóc vì hoàn cảnh bản thân. Ngoài ra, lời bài hát "tích tịch tình tang" được cho là của một cây đàn khác chứ không phải đàn bầu.
"Bình Ca" của Nguyễn Đình Phúc là một trường ca gồm 6 phần khác nhau, mỗi phần có một tiêu đề và nội dung riêng biệt. Tuy là tác phẩm có cấu trúc phức tạp, giai điệu khó hát nhưng tác phẩm lại được truyền miệng nhanh chóng trong thời kỳ Chiến tranh Đông Dương. Ngoài ra, tác phẩm "Tiếng đàn bầu" cũng được xem là một tác phẩm đáng chú ý của ông với nhiều ca sĩ thể hiện thành công, đặc biệt là ca sĩ Kiều Hưng trình bày đã khiến ca khúc mang về nhiều tiếng tăm cho Nguyễn Đình Phúc.

### Sáng tác khí nhạc
Theo tác giả Xuân Tình nhận xét trong tập "99 bài hát được nhiều người yêu thích", với lĩnh vực khí nhạc Nguyễn Đình Phúc được xem là người có "bút pháp điêu luyện". Những hoạt động trong biểu diễn và công việc sáng tác nhạc phim của Nguyễn Đình Phúc đã đưa ông tới lĩnh vực sáng tác khí nhạc. Tuy vậy, đa phần đó chưa phải là những tác phẩm độc lập, hoàn chỉnh bởi âm nhạc còn bị phụ thuộc vào kịch bản, sự phát triển của hình ảnh dù đó là những phần nhạc đáng chú ý. Những tác phẩm khí nhạc của ông gồm hai mảng là thính phòng và giao hưởng cho nhạc cụ cổ truyền và nhạc cụ phương Tây du nhập vào Việt Nam.
"Lúa chín vàng" cho sáo trúc và dương cầm là một tác phẩm mang âm hưởng đồng quê, ca ngợi cuộc sống nông thôn được ông vận dụng thành thạo các chất liệu âm nhạc từ làn điệu Chèo tới dân ca đồng bằng Bắc Bộ. "Vui chiến thắng" cho vĩ cầm và dương cầm ở giọng Rê trưởng cũng là một tác phẩm được sử dụng chất liệu của phần trình chủ đề bày rút ra từ âm hình tiết tấu dân ca "Trống cơm".
Sáng tác cho giao hưởng của Nguyễn Đình Phúc được viết từ năm 1976 khi ông đi thực tập tại Bulgaria và cả những năm tháng cuối đời. Trong đó có một số tác phẩm như tổ khúc giao hưởng "Việt Nam đang nở hoa", 2 bản giao hưởng cùng một số bản concertino khác. Concertino cho vĩ cầm và dàn nhạc được Nguyễn Đình Phúc hoàn thành năm 1979. Tác phẩm được trình diễn lần đầu bởi nghệ sĩ vĩ cầm Văn Tân và nghệ sĩ dương cầm Hoàng My (chuyển soạn cho dương cầm thay thế dàn nhạc). Hiện tại băng ghi âm phần trình bày của tác phẩm này vẫn được Đài Tiếng nói Việt Nam lưu trữ. Bản concertino này là một liên khúc sonata gồm 3 chương theo truyền thống phương Tây nhưng tất cả chủ đề đều được xây dựng trên thang âm ngũ cung ở các dạng khác nhau của người Việt. Tuy mang nhiều âm hưởng Việt Nam nhưng Nguyễn Đình Phúc luôn thể hiện những kỹ thuật diễn tả đặc biệt trên vĩ cầm ở những đoạn cadenza.

## Đánh giá về hội họa
Dù phần lớn cuộc đời Nguyễn Đình Phúc dành cho âm nhạc nhiều hơn nhưng ông cũng có những đóng góp nhất định về lĩnh vực hội họa. Tính đến cuối đời, Nguyễn Đình Phúc đã hoàn thành 400 bức vẽ, trong đó có nhiều tác phẩm giá trị. Nhiều bức tranh của ông gây được sự chú ý tại các triển lãm mỹ thuật toàn Việt Nam. Tuy sớm thể hiện được tài năng của bản thân nhưng khi về già, ông mới dành nhiều thời gian cho hội họa. Một trong những mảng để lại dấu ấn và được nhiều người nhớ tới trong hội họa của Nguyễn Đình Phúc là các chân dung văn nghệ sĩ, những người ông từng gặp và mến trọng về tài năng và nhân cách. Ông bày tỏ sự đam mê vẽ chân dung theo lối "hư hư, thực thực". Chủ tịch thường trực của Hội Mỹ thuật Việt Nam nhận xét về nét vẽ chân dung của Nguyễn Đình Phúc là "tinh tế, bình dị của phẩm cách và tài năng không thể khác".

## Di sản
Theo báo chí Việt Nam nhận định, Nguyễn Đình Phúc đã để lại một bộ sưu tập đồ sộ các sáng tác nhạc, họa và các công trình nghiên cứu về âm nhạc. Sau khi qua đời, ông vẫn còn nhiều tác phẩm ở các lĩnh vực âm nhạc, văn học vẫn chưa công bố.  Những người bạn trong lĩnh vực nghệ thuật thường cho rằng Nguyễn Đình Phúc "trọng tài, trọng tình", đồng thời họ cũng cho biết ông dành cả cuộc đời để cống hiến hết mình cho nghệ thuật.
Trong đêm chung kết Cuộc thi tiếng hát truyền hình năm 1998 do Đài truyền hình Việt Nam tổ chức, ca sĩ Trọng Tấn đã nhận được lời khen ngợi từ ban giám khảo khi trình diễn bài "Tiếng đàn bầu" và giành giải nhất. Bài hát cũng một lần nữa xuất hiện trong đêm nhạc "100 năm Nguyễn Bính" tổ chức năm 2018. Năm 2019, nhân kỷ niệm 100 năm ngày sinh Nguyễn Đình Phúc, Cục Nghệ thuật biểu diễn – Bộ Văn hóa, Thể thao và Du lịch, Nhà hát Ca múa nhạc Việt Nam, Dàn nhạc Giao hưởng Việt Nam đã phối hợp tổ chức chương trình nghệ thuật "Tiếng đàn bầu" vào ngày 17 tháng 10 năm 2019, tại Nhà hát Lớn Hà Nội nhằm tri ân Nguyễn Đình Phúc. Chương trình có sự tham gia của nhiều nghệ sĩ nổi tiếng như Nghệ sĩ nhân dân Quang Thọ, ca sĩ Trọng Tấn, Lan Anh.

## Tác phẩm âm nhạc tiêu biểu
Dưới đây là danh sách tác phẩm tiêu biểu được liệt kê trong sách của tác giả Nguyễn Thị Nhung:

### Thanh nhạc
| Tên tác phẩm                | Thời gian sáng tác | Ghi chú                                      |
| --------------------------- | ------------------ | -------------------------------------------- |
| Lệ thu                      | Đầu thập niên 1940 | Sáng tác đầu tay                             |
| Cô lái đò                   | Đầu thập niên 1940 | Phổ từ thơ Nguyễn Bính                       |
| Lời du tử                   | 1944               |                                              |
| Một, hai                    | Khoảng 1945        |                                              |
| Quân Tiên phong             | 1946               |                                              |
| Sau cơn mưa trời lại nắng   | 1946               |                                              |
| Chiến thắng sông Lô         | 1946               |                                              |
| Bình Ca                     | 1946               | Trường ca viết ở cho hợp xướng               |
| Bô lão chúng ta còn dẻo dai | 1966               |                                              |
| Nhớ anh giải phóng quân     | 1968               | Sáng tác dưới bút danh Nguyễn Thơ            |
| Gửi anh đi đầu quân         | 1968               | Giành giải thưởng Nguyễn Đình Chiểu năm 1984 |
| Những bông hoa Cheng-rét    | 1969               |                                              |
| Tiếng đàn bầu               | 1972               |                                              |
| Ca ngợi Đảng ta             | 1972               |                                              |
| Bông sen Bác Hồ             | 1972               |                                              |
| Hà Nội trái tim Việt Nam    | 1972               |                                              |

### Khí nhạc
| Tên tác phẩm                              | Nhạc cụ             | Thời gian sáng tác |
| ----------------------------------------- | ------------------- | ------------------ |
| Lúa chín vàng                             | Sáo trúc và piano   | 1976               |
| Vui chiến thắng                           | Vĩ cầm và piano     | 1976               |
| Sonata                                    | Cello và piano      | 1976               |
| Giao hưởng số 1                           | Dàn nhạc giao hưởng | 1976               |
| Giao hưởng số 2                           | Dàn nhạc giao hưởng | 1976               |
| Tổ khúc giao hưởng "Việt Nam đang nở hoa" | Dàn nhạc giao hưởng | 1976               |
| Concertino                                | vĩ cầm và dàn nhạc  | 1979               |